# Irán a 2014. évi téli olimpiai játékokon
Irán az oroszországi Szocsiban megrendezett 2014. évi téli olimpiai játékok egyik részt vevő nemzete volt. Az országot az olimpián 2 sportágban 5 sportoló képviselte, akik érmet nem szereztek.

## Alpesisí
Férfi
| Versenyző               | Versenyszám      | 1. futam | 1. futam | 2. futam | 2. futam | Összesítés | Összesítés |
| Versenyző               | Versenyszám      | Idő      | Hely.    | Idő      | Hely.    | Idő        | Helyezés   |
| ----------------------- | ---------------- | -------- | -------- | -------- | -------- | ---------- | ---------- |
| Mohammad Kiadarbandsari | Műlesiklás       | 55,09    | 55.      | 1:03,78  | 29.      | 1:58,87    | 30.        |
| Mohammad Kiadarbandsari | Óriás-műlesiklás | 1:30,12  | 56.      | 1:32,01  | 52.      | 3:02,13    | 51.        |
| Hossein Saveh-Shemshaki | Műlesiklás       | 55,46    | 57.      | 1:03,90  | 30.      | 1:59,36    | 31.        |
| Hossein Saveh-Shemshaki | Óriás-műlesiklás | 1:32,35  | 62.      | 1:32,87  | 55.      | 3:05,22    | 55.        |

Női
| Versenyző      | Versenyszám | 1. futam | 1. futam | 2. futam | 2. futam | Összesítés | Összesítés |
| Versenyző      | Versenyszám | Idő      | Hely.    | Idő      | Hely.    | Idő        | Helyezés   |
| -------------- | ----------- | -------- | -------- | -------- | -------- | ---------- | ---------- |
| Forough Abbasi | Műlesiklás  | 1:26,71  | 60.      | 1:08,98  | 46.      | 2:35,69    | 48.        |

## Sífutás
Férfi
| Versenyző   | Versenyszám | Eredmény | Helyezés |
| ----------- | ----------- | -------- | -------- |
| Sattar Seid | 15 km       | 47:16,1  | 79.      |

Női
| Versenyző            | Versenyszám | Eredmény | Helyezés |
| -------------------- | ----------- | -------- | -------- |
| Farzaneh Rezasoltani | 10 km       | 42:31,3  | 73.      |